# Стерпоне (Салерно)
Стерпоне је насеље у Италији у округу Салерно, региону Кампанија.
Према процени из 2011. у насељу је живело 296 становника. Насеље се налази на надморској висини од 476 м.